# Hyles aczelli
Hyles aczelli är en fjärilsart som beskrevs av Bezsilla. 1943. Hyles aczelli ingår i släktet Hyles och familjen svärmare. Inga underarter finns listade i Catalogue of Life.